# Plakat
Plakat ili poster je komad papira koji se lijepi na zid, stup ili pano, a može služiti u različite svrhe i biti različitih veličina.
Pojam "plakat" se najčešće koristi za opis komada papira koji služe u promotivne svrhe, kao što su oni na kojima se prikazuje neki proizvod ili najavljuje nadolazeći javni događaj, kao što je na primjer utakmica, koncert, predstava ili prikazivanje filma. Veliki plakati koji se najčešće koriste u reklamne svrhe nazivaju se jumbo plakati, a sastoje se od nekoliko manjih komada papira koji se kao puzzle nalijepe na za njih posebno izgrađene panoe koji se najčešće nalaze uz vrlo prometne ceste kako bi plakat vidjelo što više ljudi.
Pojmom "poster" najčešće se opisuju komadi papira na kojima se nalazi fotografija, na primjer poznate osobe ili građevine, a koriste se za ukrašavanje zidova u nekoj prostoriji.